# Онкелос
Онкелос (ивр. אונקלוס הגר‎, греч. Άγκολος или Άγκυλιον; конец I века н. э.) — римлянин-прозелит, то есть перешедший в иудаизм. Перевёл Тору на арамейский язык, который являлся разговорным в еврейской среде того времени. Благодаря своей простоте и понятности, перевод Онкелоса стал — с одобрения иудейских законоучителей — самым распространённым переводом Торы во всей еврейской диаспоре.

## Личность Онкелоса
Прозелит Онкелос часто отождествляется в Талмуде и Тосефте с прозелитом Акилой, поскольку по-гречески их имена звучат похоже: Άγκολος и Άγκυλιον. На основании этого отождествления Таргум к Пятикнижию получил известность как «Таргум Онкелоса». В то же время существовал также и танна под именем Онкелос, который является автором одного толкования о херувимах в Храме. Поскольку его мнение приводится как изречение танны, это не мог быть Аквила, чьи танахические толкования во всей талмудическо-мидрашитской литературе приводятся лишь в качестве мнения переводчика.
Для характеристики Онкелоса надо отметить его крайне строгое соблюдение законов ритуальной чистоты; он в своей повседневной жизни соблюдал и те особые законы чистоты, которые предписываются лишь в отношении сакральных предметов. В этом отношении он превзошёл даже патриарха р. Гамлиила II, который также отличался строгостью в соблюдении этих законов. Однажды оба они были в Аскалоне, и Онкелос принимал ритуальное омовение в море, так как, по его мнению, все места для купанья, расположенные вне Земли Израиля, не годны для ритуальных целей; патриарх, однако, не был так категоричен. Между ними, по-видимому, были самые близкие отношения, так как Онкелос почти всюду цитируется рядом с патриархом. Когда р. Гамлиил умер, Онкелос устроил ему торжественные похороны, сжёг дорогие вещи — обычай при похоронах царских особ.
Об Онкелосе существует следующее предание. Онкелос был сыном Калонимоса или, по другому чтению, Калоникоса. Когда он перешёл в иудаизм, римский император послал за ним солдат, чтобы арестовать его, но Онкелос обратил их в иудейство, прочитав им разные стихи из Танаха. Император послал других солдат, а затем ещё раз, но Онкелос их так же обратил в иудейство. В четвёртый раз император строго приказал солдатам не вступать ни в какие разговоры с Онкелосом. Арестовав его, солдаты заметили, что Онкелос приложил руку к мезузе на косяке дверей; они обратились к Онкелосу с вопросом: «Что это значит?». Онкелос объяснил, и тогда солдаты перешли в иудейство.
Этот рассказ, а также сказание о некромантических действиях, которые совершал «Онкелос, сын Калоникоса, племянник Тита», являются, вероятно, вавилонскими версиями сказаний, создавшихся в Палестине вокруг имени Аквилы и Флавия Домитиллы. В Вавилонии мало знали о прозелите Аквиле, в то время как об Онкелосе знали из таннаитских традиций; отсюда их смешение. Это объясняет также утверждение Талмуда, что «Онкелос перевёл Пятикнижие на арамейский язык под руководством р. Элиезера и р. Иехошуа». Так как здесь Аквила уступает место Οнкелосу, то естественно, что перевод должен быть арамейским, ибо греческий перевод Танаха - Септуагинта -  был мало известен в Вавилонии.

## Издания и переводы
- Berliner A. Targum Onkelos. Berlin, 1884. 2 Bde.
- Grossfeld B. The Targum Onqelos to Genesis (The Aramaic Bible, 6). Edinburgh: Clark, 1988.
- Sperber A. The Pentateuch according to Targum Onkelos (The Bible in Aramaic, 1). Leiden, 1959.
- Таргум Онкелоса на Книгу Бытия (пер. с арам. А. К. Лявданского) // Классические библейские комментарии: Книга Бытия. Сборник переводов с древнееврейского, арамейского и средневекового иврита. — М.: Олимп, 2010. — 700 c. — 1000 экз. — ISBN 978-5-7390-2468-8